# تغذية الجينيات

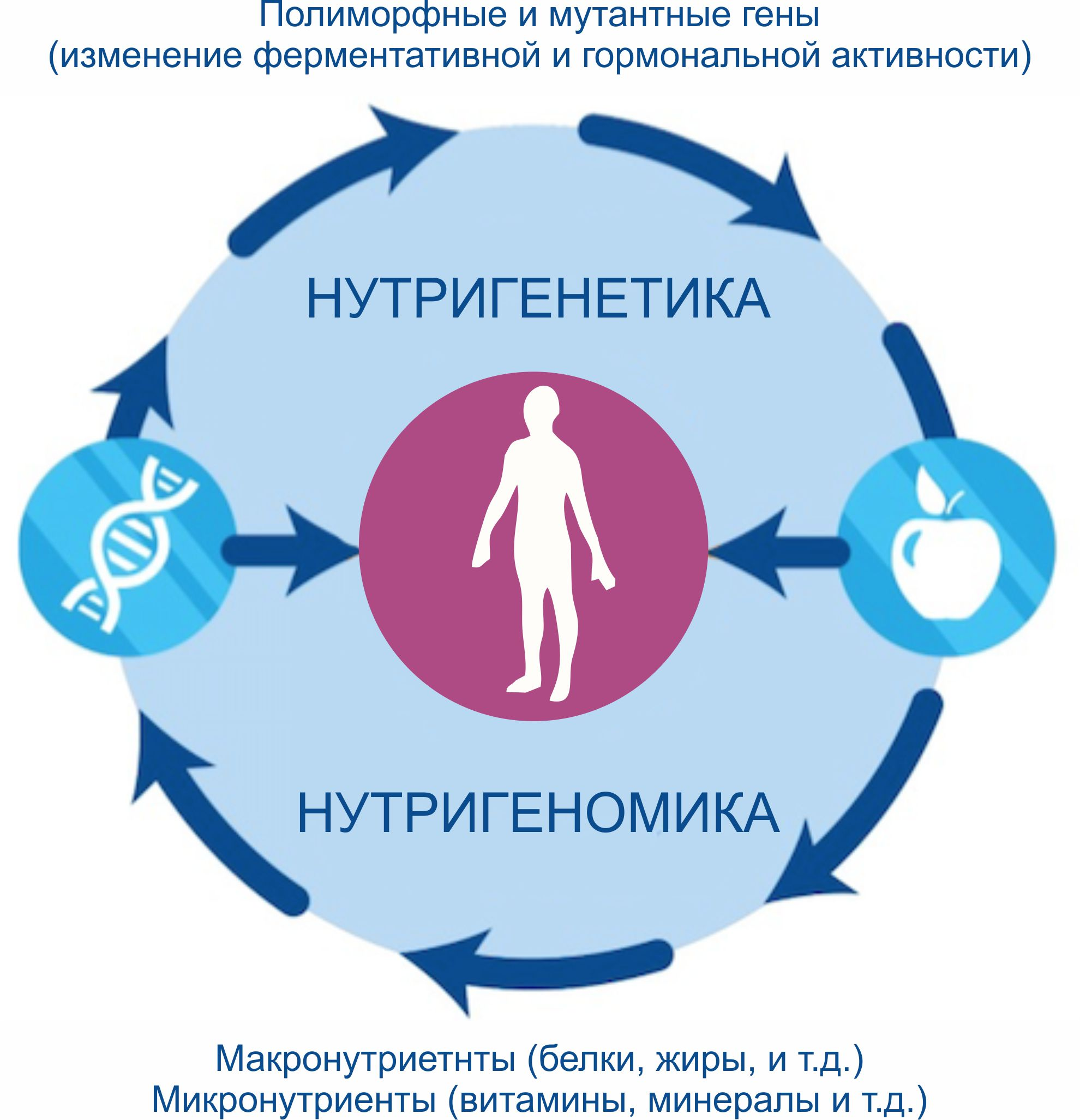

جينوم التغذية هو علم يدرس العلاقة بين جينات الإنسان والتغذية والصحة.
يمكن أن يتم تقسيمها إلى تخصصين:
1. تأثير التغذية على الجينات: يدرس تأثير العناصر الغذائية على الصحة من خلال تغير مجموع مورثي وبروتيوم وميتابولوم ونتائج التغير في علم وظائف الأعضاء.
2. علم الوراثة التغذوية: يدرس تأثير اختلاف الجينات على التفاعل بين الحمية الغذائية والصحة الآثار المترتبة على الفئات الفرعية الحساسة.[1] بشكل أكثر تفصيلًا، علم الوراثة التغذوية يدرس كيف الفروق الفردية في الجينات تؤثر على استجابة الجسم للحمية غذائية والتغذية. على سبيل المثال، الناس الذين يعانون من نقص الإنزيم والتي بسبب طفرة في إنزيم فينيل ألانين هيدروكسيلاز لا يمكنة حرق الطعام الذي يحتوي على حمض أميني وفينيل ألانين ويجب عليه تعديل الحمية الغذائية لتقليل استهلاكه من هذه العناصر. مع وجود دراسات جينية حديثة، ويجري استكشاف طفرات جينية حادة ذات تأثيرات أقل حدة لتحديد ما إذا كانت الممارسات الغذائية يمكن أن تكون أكثر خصوصية للملامح الجينية الفردية.

ولكن يوجد دراسات ذات دقة أكبر لهذه الأنواع من آثار الطفرة الجينية الكلاسيكية. =